# Man och kvinna
Man och kvinna är en svensk dokumentärfilm med spelfilmshandling från 1940 i regi av Gunnar Skoglund och Paul Fejos. I rollerna ses bland andra Hugo Björne, Gerda Björne och Sol-Britt Agerup.

## Om filmen
Fejos hade i februari 1937 utsänts på en expedition till Sundaöarna med målet att göra ett antal dokumentär- och skolfilmer om platsen. Tanken var även att Siam (nuvarande Thailand), Malackahalvön och Komodo skulle besökas, men expeditionen stötte på problem och blev hemskickad. I februari 1938 skickade filmbolaget dit Skoglund tillsammans med fotografen Gustaf Boge för att officiellt biträda Fejos, men i praktiken överta produktionen. Handlingen koncentrerades nu till att endast utspela sig i Thailand.
En prolog spelades in i Filmstaden Råsundas ateljéer i Solna, men i övrigt är filmen inspelad i Thailand. I prologen talas svenska, men i Thailand är dialogspråket uteslutande thailändska. Filmens inspelningstitel var En handfull ris, men denna ändrades till Man och kvinna inför premiären. 1943 återfick filmen sitt ursprungliga namn och i samband med detta klipptes även prologen bort. Filmen har därefter omväxlande kallats för Man och kvinna och En handfull ris. I Storbritannien distribuerades filmen 1949 under namnet A Handful of Rice och i USA 1951 under namnet Jungle of Chang. Filmen hade även premiär i Tyskland 1952 under namnet Eine Handvoll Reis och presenterades som en tysk produktion då den svenska prologen var utbytt mot en betydligt längre tysk, vilken var inspelad i München av filmbolaget Film-Studio Walter Leckebusch.
Filmen hade sin urpremiär (dock inofficiell) vid filmfestivalen i Venedig sommaren 1939 och den officiella premiären inföll den 8 januari 1940 på biografen Spegeln i Stockholm. Vid Venedigfestivalen belönades filmen med en av biennales pokaler.

## Handling
Prologen visar ett svenskt hem där familjen Svensson samtalar om vad "en handfull ris" kan betyda. Handlingen förflyttas därefter snabbt till Thailand där filmen skildrar en man vid namn Pó Chai och hans hustru Mé Ying. De är nygifta och beger sig ut i djungeln för att besätta sig där och börja odla ris. Med sig har den även en hund, en get och två apor.
Den thailändska familjen råkar dock snart ut för flera olyckor, bland annat dödar en tiger familjens get och de drabbas även av torka. Till slut kommer regnet och risfälten börjar grönska.

## Rollista
- Hugo Björne – herr Svensson
- Gerda Björne – fru Svensson
- Sol-Britt Agerup – Majken, Svenssons dotter
- Gunnar Höglund – Svenssons son
- Jean Claesson – stadsbud
- Pó Chai – mannen
- Mé Ying – kvinnan

### Fotnoter
1. 1 2 3 4 5 6  ”Man och kvinna”. Svensk Filmdatabas. http://sfi.se/sv/svensk-filmdatabas/Item/?itemid=3901&type=MOVIE&iv=Basic&ref=/templates/SwedishFilmSearchResult.aspx?id%3d1225%26epslanguage%3dsv%26searchword%3dman+och+kvinna%26type%3dMovieTitle%26match%3dBegin%26page%3d1%26prom%3dFalse. Läst 16 april 2013.